# Timbre de France d'usage courant
 (octobre 2016).
Les timbres de France d'usage courant ont une durée d'émission généralement assez longue (plusieurs années, voire des décennies), contrairement aux séries spéciales, qui ont une durée de disponibilité dans les bureaux de poste beaucoup plus brève (quelques mois tout au plus).
Cet article présente les timbres de France d'usage courant de 1849 à 1940.

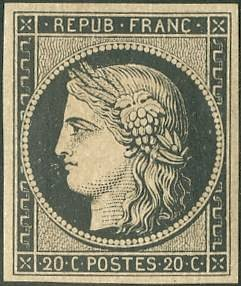
Le « Cérès » 20 centimes noir est le premier timbre-poste émis en France.

## IIerépublique(1849-1852)

### Type «Cérès»

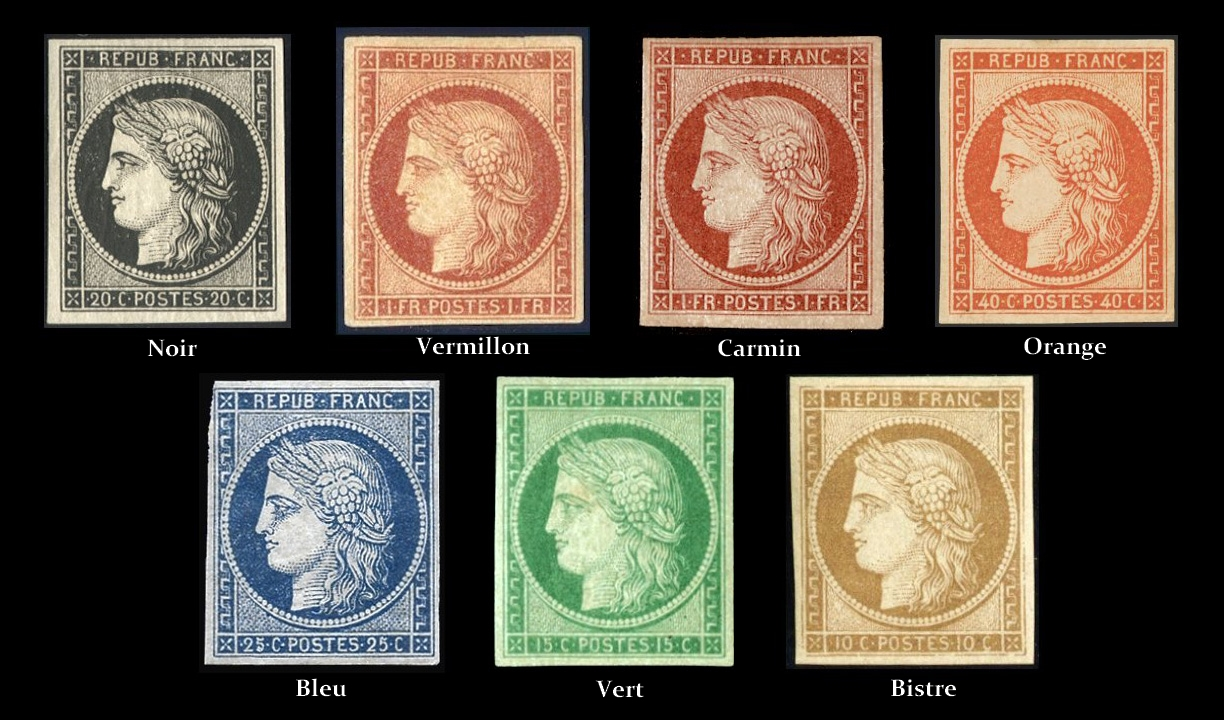
Les deux premières séries du type « Cérès », IIe République, 1849-1850

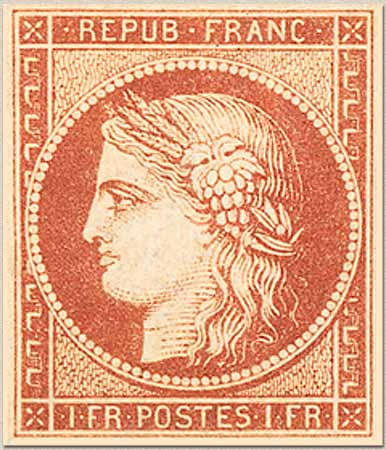
Le « Cérès » 1 franc vermillon

C'est Cérès, divinité romaine de l'agriculture, qui a été choisie pour illustrer le premier timbre-poste d'usage courant en France. Le dessin initial, la gravure et la réalisation du poinçon original sont de Jacques-Jean Barre.
Le type Cérès, dont la dénomination officielle est « République » fut ensuite repris plusieurs fois au cours de l'histoire postale française.
Les premiers timbres-poste ont été émis en deux séries : la première série, émise en 1849, comprend les trois valeurs faciales de 20 centimes noir, 40 centimes orange et 1 franc rouge. La seconde série émise en 1850 comprend les valeurs de 25 centimes bleu, 15 centimes vert et 10 centimes bistre.
Deux valeurs sont particulièrement connues des philatélistes :
- Le vingt centimes noir, qui correspondait au tarif de la lettre, est le premier timbre français, disponible le 1er janvier 1849.
- Le un franc vermillon, plus grosse valeur faciale émise alors, qui connut plusieurs variations de couleurs, servait à affranchir des envois plus importants. Beaucoup plus rare que le précédent, il est très connu des philatélistes pour sa valeur marchande très élevée.

### Type «prince-président Louis-Napoléon», dit «Présidence», 1852

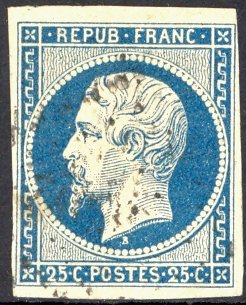
Prince-Président Napoléon.

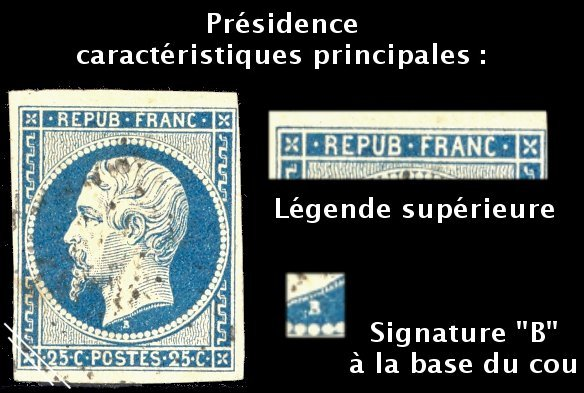
Caractéristiques du type Présidence

Au type Cérès de la Seconde république ont succédé les timbres de type prince-président Louis-Napoléon après l'élection à la présidence de la République de Louis-Napoléon Bonaparte.
Élu par 74 % des suffrages, le 10 décembre 1848, le prince Louis-Napoléon Bonaparte devient le premier président de la République française, pour quatre ans. Après le coup d'État du 2 décembre 1851, Louis-Napoléon Bonaparte est nommé président pour dix ans, ce qui prélude au retour d'un régime personnel et à la restauration de l'Empire.
Une loi du 3 janvier 1852 prescrit le remplacement de l'effigie de la République (dite « Cérès ») par l'effigie du président. Ainsi sont émises deux valeurs, conformes à ces nouvelles dispositions, non dentelées et imprimées en typographie :
- en septembre 1852, un timbre de 25 centimes de couleur bleue (ci-contre)
- puis en décembre 1852, un timbre de 10 centimes de couleur bistre.

Dessiné et gravé par Jacques-Jean Barre, le timbre reprend le cadre des Cérès dont l'effigie est remplacée par celle du prince Louis-Napoléon Bonaparte.
La légende en est : « REPUB FRANC » ; le « B » visible sous le cou est l'initiale du graveur.
Ces timbres-poste sont à la disposition du public au moment l'Empire est restauré, après le senatus-consulte du 7 novembre 1852, puis par plébiscite des 21 et 22 novembre 1852.

## Second Empire (1852-1871)
Louis-Napoléon Bonaparte, devenu empereur des Français sous le nom de Napoléon III, a figuré sur les séries de timbres d'usage courant de France et de ses colonies de septembre 1852 jusqu'à la chute du Second Empire.

### Napoléon IIItête nue, dit «Empire»

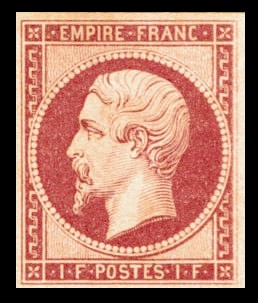
Napoléon III « tête nue »

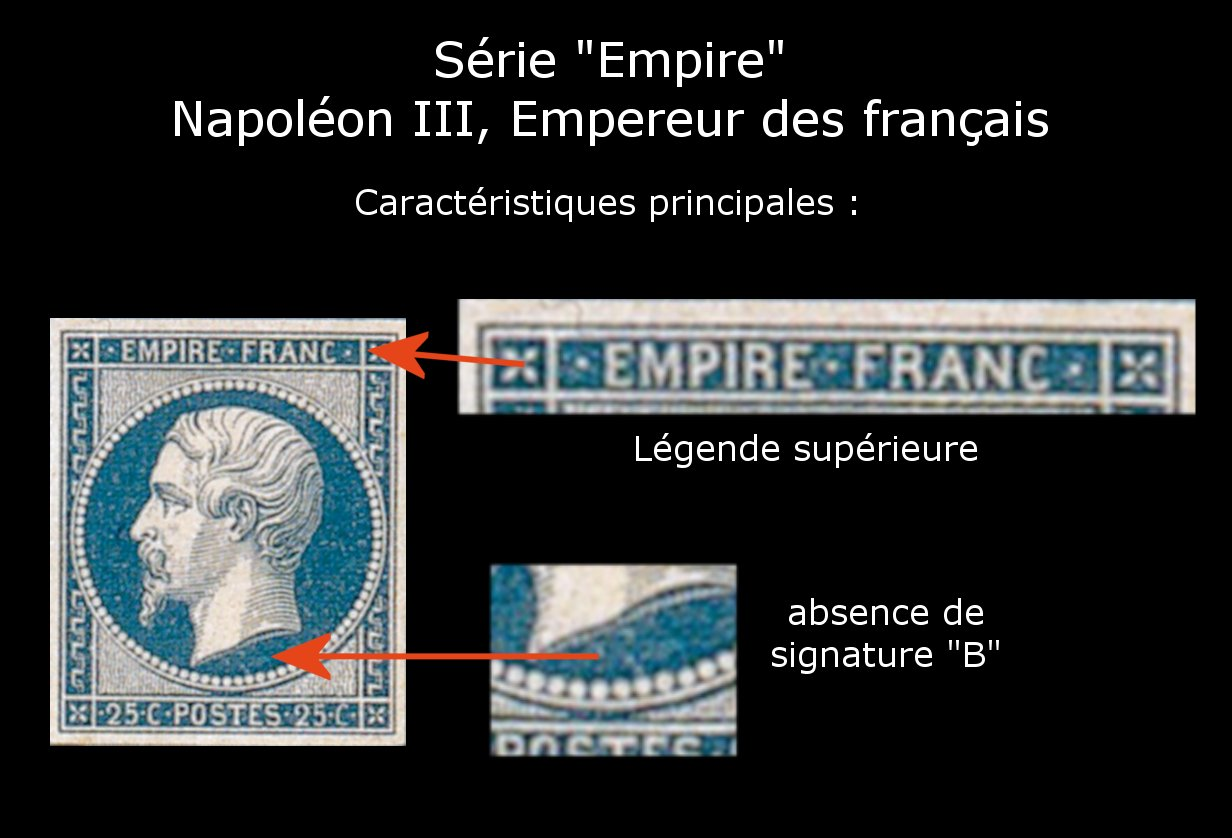
Caractéristiques du type Empire

À partir de septembre 1853 commence l'émission de timbres-poste de même graphisme que ceux de 1852, avec le même profil ou effigie de Louis Napoléon Bonaparte, mais avec les différences suivantes :
- une légende nouvelle : « empire franc », moins d'un an après le sénatus-consulte du 7 décembre 1852 créant la dignité impériale,
- la disparition du « B ».

Durant cette période, le 15 octobre 1862 est mis en vente le premier timbre dentelé de France : le 1 centime olive sur papier bleu-vert. Pendant ce dernier trimestre 1862 sont émises cinq autres valeurs.

### Napoléon III lauré, dit «Empire lauré»

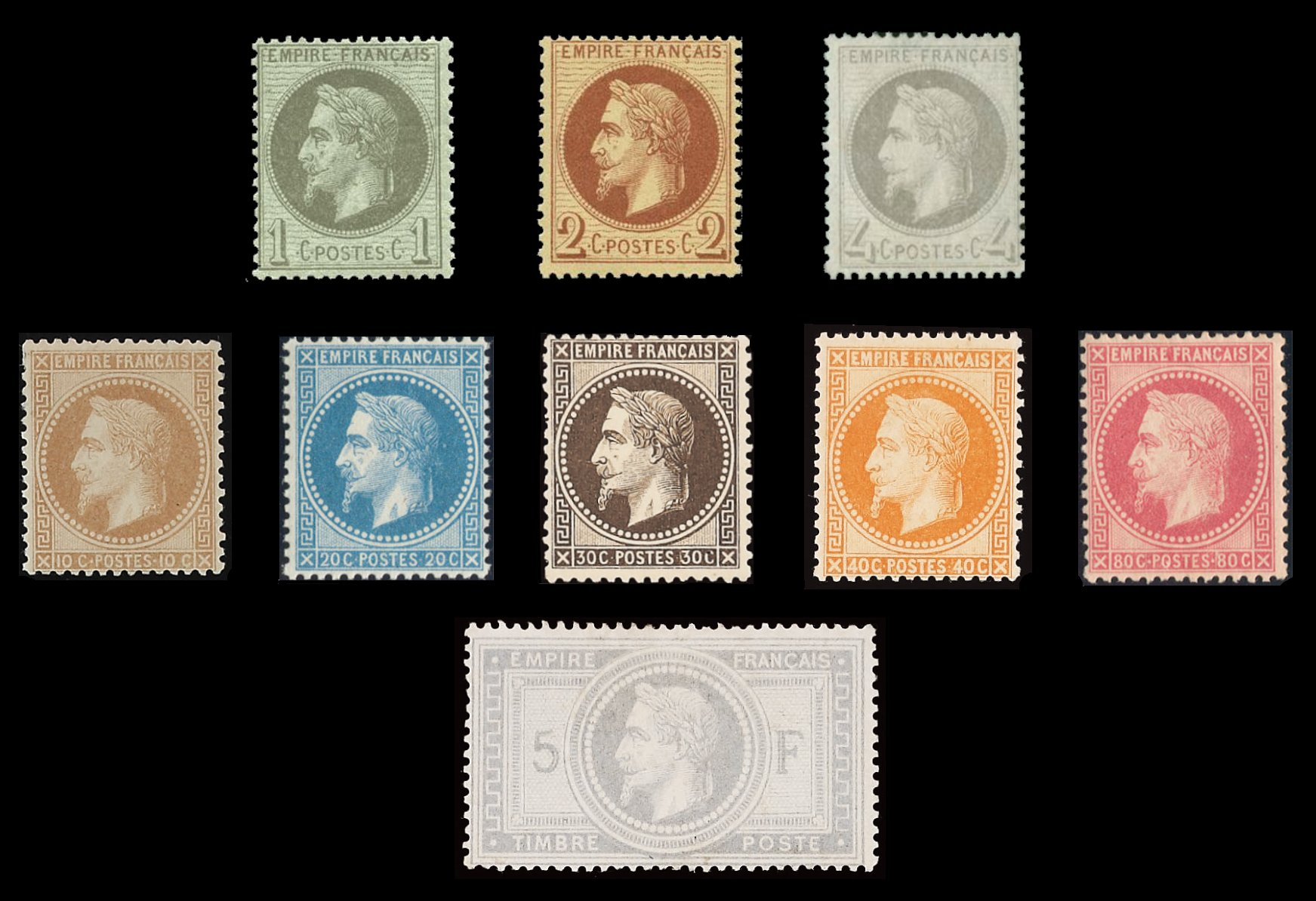
Timbres au type « Napoléon III lauré » émis entre 1862 et 1871

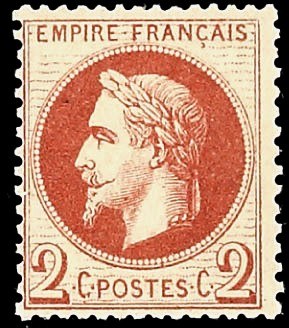
Napoléon III lauré

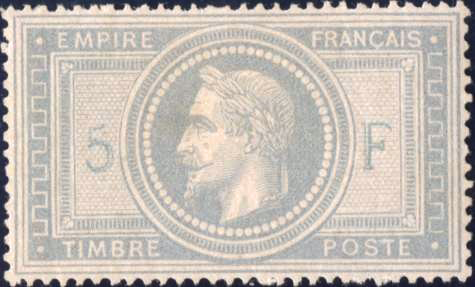
5 francs « Empire » dentelé, effigie de Napoléon III. Premier timbre français grand format

Aussi connue sous l'appellation « Empire lauré », ces timbres ont trois graphismes qui reprennent la même effigie de l'Empereur des français, Napoléon III, en lui ajoutant une couronne de laurier sur la tête, commémorant les succès de la « Campagne d'Italie » et porte la légende complète «  empire francais ».
Les « petites » valeurs faciales sont les premières à être mise en circulation, avec le 2 centimes en 1862, puis en 1863, le 3 centimes et en 1870, le 1 centimes. Dessinées et gravées par Désiré-Albert Barre, fils de Jacques-Jean Barre, le profil ne change pas, mais le cadre et le fond sont allégés de leurs motifs d'inspiration grecque antique.
Les valeurs de 10 à 80 centimes conçues ensuite reprennent la mise en page des timbres de la précédente série (voir paragraphe précédent), avec ces mêmes modifications.
Le 1er novembre 1869, un timbre de 5 francs gris est émis pour les lettres lourdes vers l'étranger et les droits d'assurance. En plus des mentions habituelles de la série, il porte la mention « timbre poste ».

## Gouvernement de la Défense nationale(1870-1871)

### Émission dite du «siège de Paris»

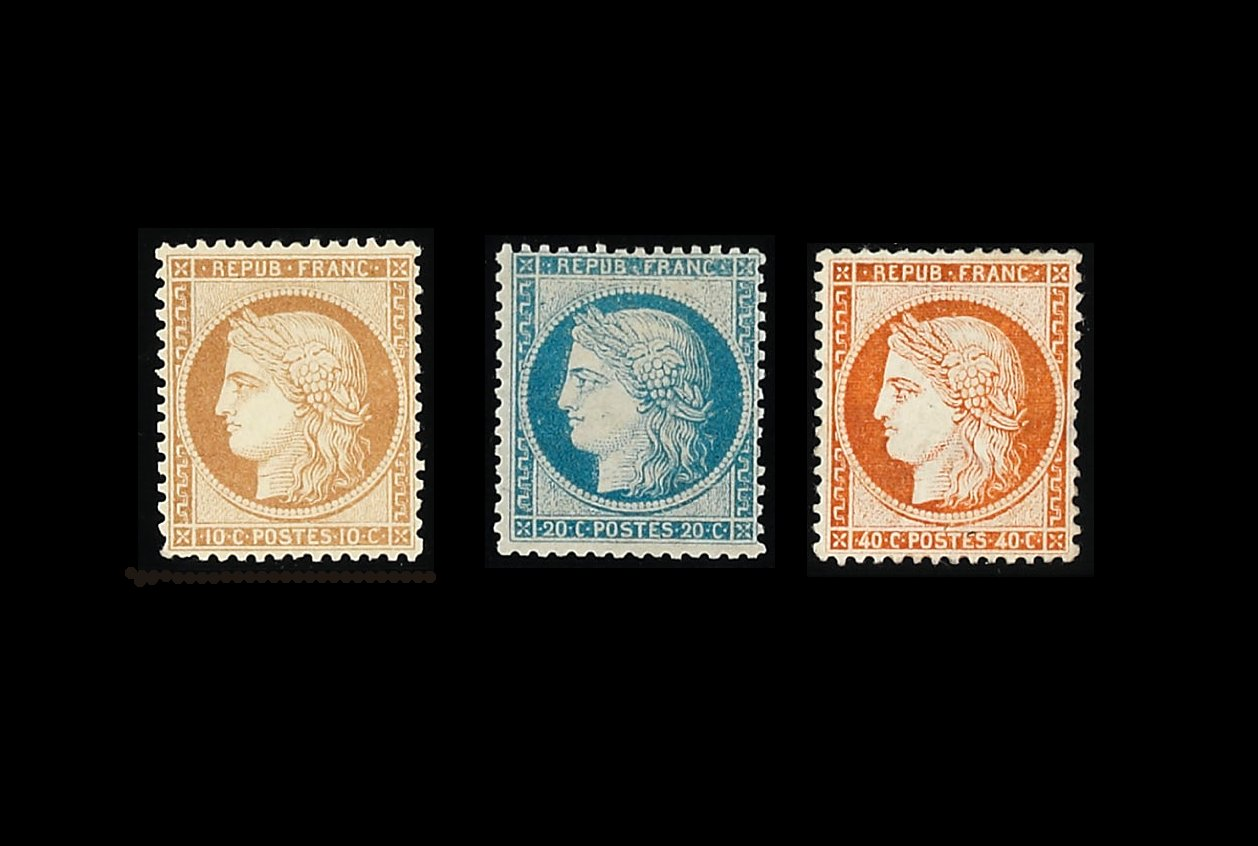
Émission dites du Siège de Paris, 1870-1871

Dès la proclamation de la République le 4 septembre 1870, Anatole Hulot reçoit l'ordre de préparer des timbres à l'effigie de la République (au type « Cérès » de 1849), il réutilise les anciennes planches d'impression de 1849 et 1850 encore utilisables.
L'émission dite du « Siège de Paris » comprend trois valeurs dentelées : 10 centimes bistre, 20 centimes bleu et 40 centimes orange.
Cette période transitoire est marquée pour les Cérès par l'épisode des ballons montés du siège de Paris. Le passage du courrier entre la capitale assiégée et la province fut permis par des ballons gonflés au gaz de ville.
Pour le passage de la Province vers Paris, des lâchés de sphères dans la Seine dans la région de Bray-sur-Seine, Samois, Thomery après regroupement et conditionnement des lettres à Moulins (d'où le nom de « Boules de Moulins ») transportaient les lettres dans des coques étanches. Les plis transportés ainsi sont parmi les plus recherchés des collectionneurs français.

### Émission provisoire de Bordeaux

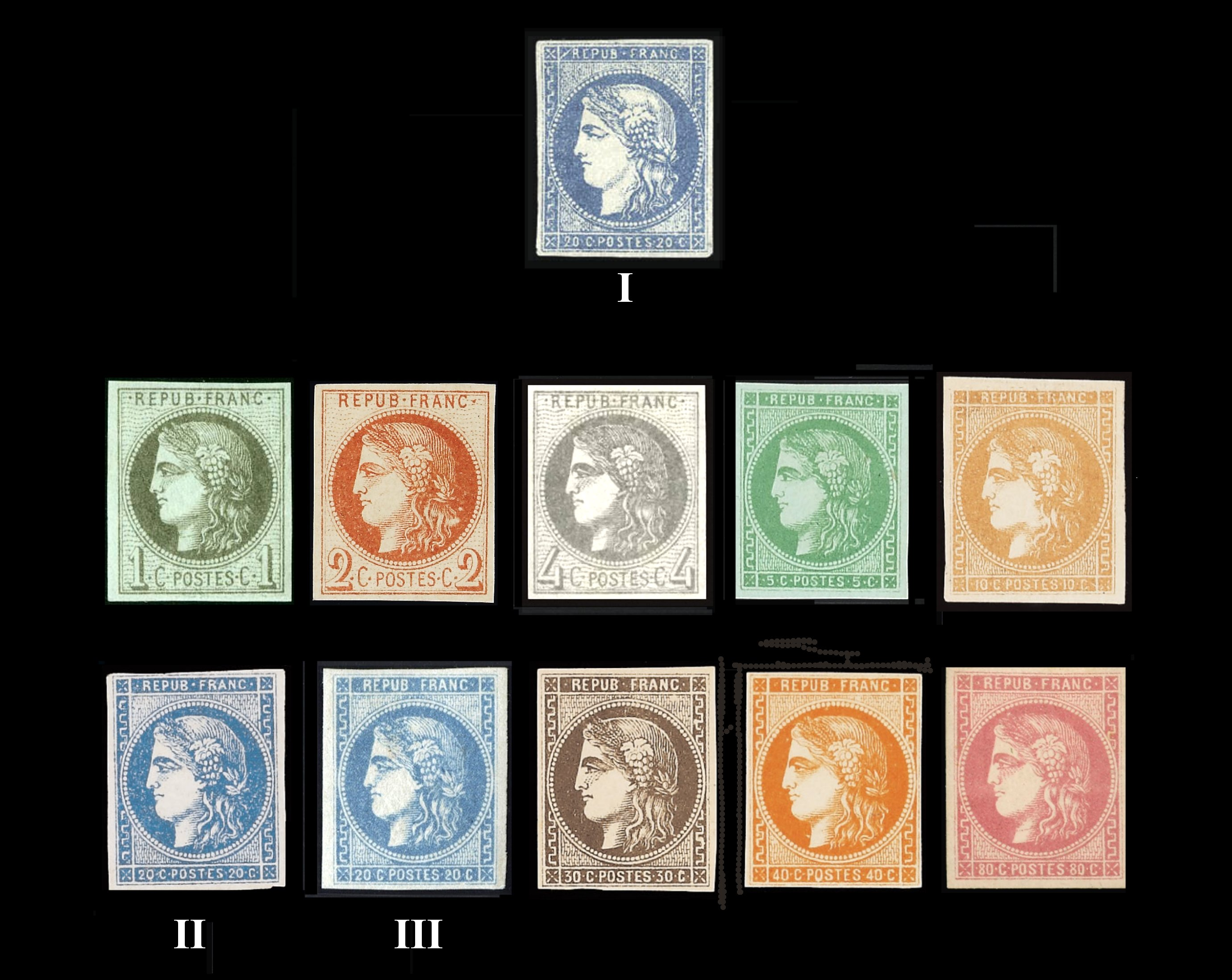
Cérès, émission provisoire de Bordeaux

Pendant la Guerre franco-prussienne de 1870, après que les républicains ont aboli le Second Empire, ils doivent faire face à la pénurie de timbres-poste dans le territoire non envahi par les armées prussiennes, celui-ci étant coupé de Paris assiégé où sont les ateliers de fabrication des timbres-poste.
Entre le 5 novembre 1870 et le 4 mars 1871, le Gouvernement de la Défense nationale replié sur Bordeaux, émet des timbres provisoires au type Cérès. Ils sont imprimés en lithographie (au lieu de la typographie).

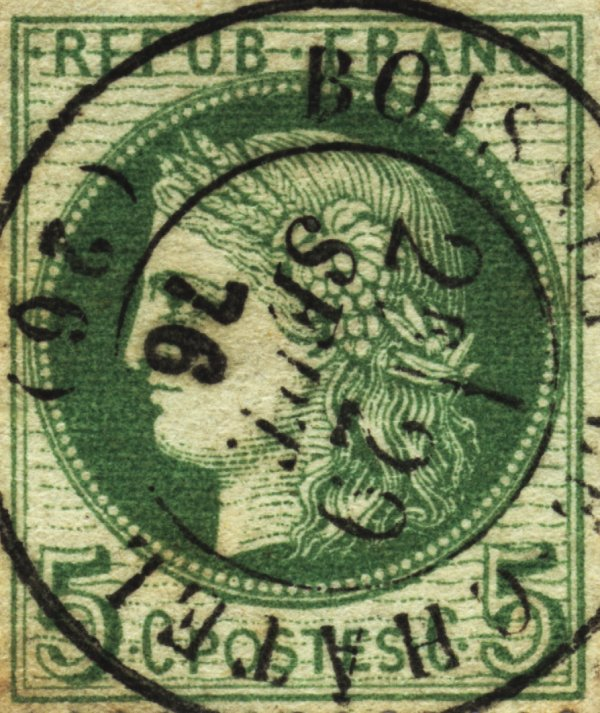
Cérès IIIe République

## IIIeRépublique,1871-1940

### Type Cérès
De 1871 à 1875, les timbres d'usage courant restent au type Cérès.

### Type «Paix et Commerce» ou type «Sage»

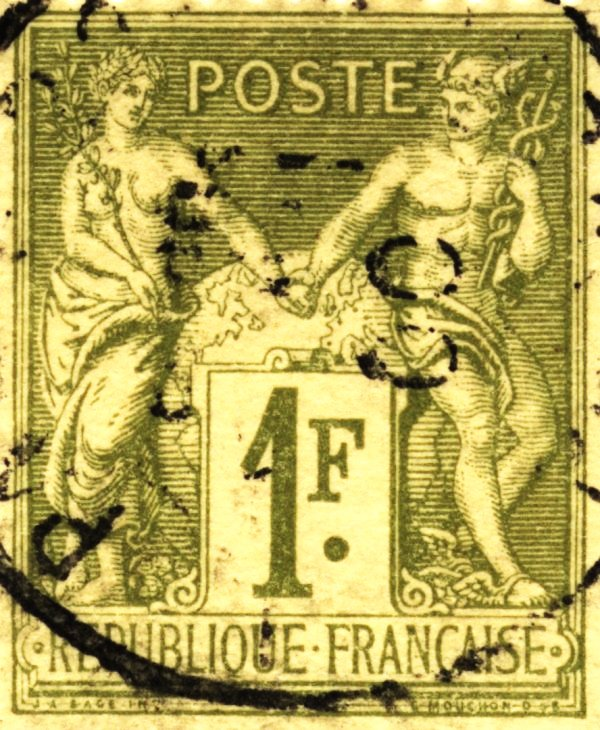
Le 1 franc « Paix et Commerce » (1876-1900)

En 1876, ces timbres sont remplacés par le type « Paix et Commerce », connu aussi sous le nom de type « Sage », d’après celui de leur dessinateur, Jules-Auguste Sage.
Le thème choisi représente « La Paix et le Commerce s’unissant pour régner sur le monde », alliance des allégories de la Paix, une femme portant un rameau d’olivier, rappelant la déesse Athéna, et du Commerce, rappelant le dieu grec Hermès, tenant le caducée, la main au-dessus d’un globe terrestre.
Les mentions « poste », en haut, et «  republique française », en bas, encadrent la valeur faciale, inscrite dans un grand rectangle cachant une partie du globe.

#### Les 3 types du type Sage

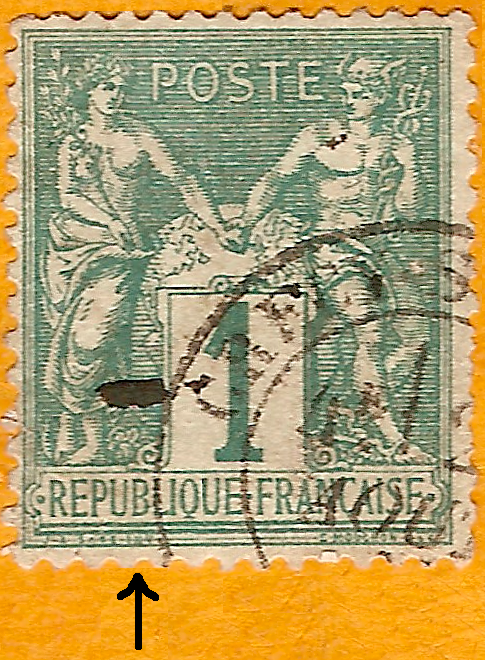
Le 1c de 1876 au type 1 (N sous B)

Les philatélistes distinguent deux types principaux et assez faciles à identifier du type Sage. Ils sont repérables par la position de la signature « j a sage inv » sous le cartouche contenant « republique française »
Le graveur Étienne Mouchon avait donné comme consigne de mettre la lettre n de inv sous le u de republique. Mais le poinçon fut cassé lors de la trempe. Lors de la réparation, la signature fut gravée à nouveau et déplacée, le n se situant sous la lettre b. Un autre poinçon fut également fabriqué (conforme aux spécifications initiale). Enfin le premier fut également retouché en 1898. On distingue donc finalement 2 types :
- le type 1 avec le n sous b
- le type 2 avec le n sous u
- le type 3 avec le n sous b

Pour les collectionneurs l'identification des types est importante car elle modifie considérablement la cote des timbres (voir par exemple la différence entre le 1c vert sur vert pâle de 1876 et 1c noir sur azuré de 1877).
Les premiers timbres de cette série furent émis en 1876. Ils remplacèrent les timbres du Second Empire (effigies de Napoléon III) et les Cérès réémises en 1871. L’impression de certains timbres Sage s’effectuait en deux fois : un premier passage pour la couleur de fond et un second pour le dessin. Des impressions de nouvelles valeurs eurent lieu jusqu’en 1900 ; ils furent remplacés par les types Blanc, Mouchon et Merson.

### Type «Blanc»

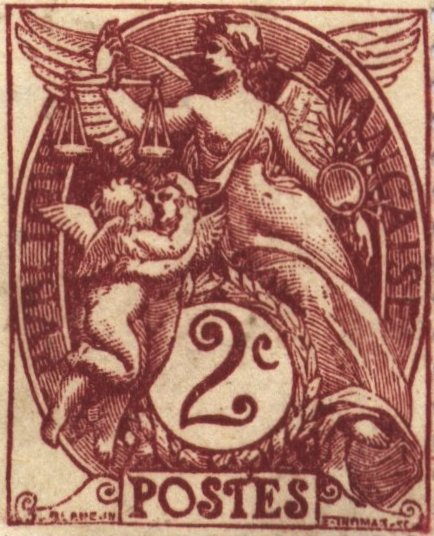
2 centimes, type Blanc

Les timbres français du type Blanc ont été émis pour la première fois en 1900. Ils ont été gravés par le peintre Joseph Blanc.
Ce type a servi pour les petites valeurs, aux côtés des type Mouchon pour les valeurs intermédiaires et les type Merson pour les valeurs les plus importantes.
Le timbre au type Blanc a été émis par l'administration française le 4 décembre 1900.  La série complète comprenait les valeurs faciales de 1c, 2c, 3c, 4c, 5c, 7 1⁄2c et 10c. C'est le premier timbre dit semi-moderne (avec la semeuse qui sort à la même époque).
Il représente la « déesse de la Liberté tenant la balance de l'Égalité, et la Fraternité (symbolisée par deux angelots) ».
Le poinçon original a été gravé sur un bloc de buis à partir du dessin de M. Blanc. Le buis est un bois très dur et de grain très serré qui permet une gravure très fine en le travaillant bois de bout. À partir de cet original, les plaques d'impression en cuivre (galvanotype) sont réalisées par des procédés utilisant la galvanoplastie.
À l'époque de sa sortie, le type Blanc est imprimé par un procédé à plat (feuille par feuille). Vers 1925, va apparaître l'impression par rotative.
Ce timbre a connu une période d'utilisation de presque 30 ans : il correspondait aux tarifs des cartes postales et des imprimés. On trouve donc de nombreux documents anciens affranchis par ces timbres à des prix abordables dans les brocantes et vide-greniers.

### Type «Mouchon»

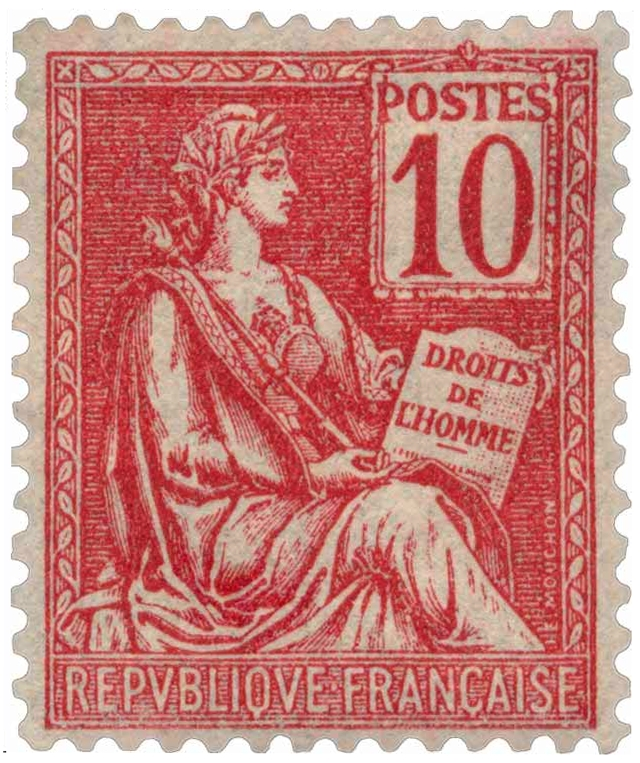
10 centimes rouge Mouchon au type 2 (observer la base incurvée du « 1 », émis en 1900.

Le type Mouchon a été émis du 4 décembre 1900 à juin 1903. Ces timbres courants servent de valeurs intermédiaires entre les timbres au type Blanc portant de petites faciales et ceux au type Merson pour les plus forts affranchissements.
Fortement critiqué, remanié en 1902, le dessin de Louis-Eugène Mouchon est finalement abandonné au profit du type Semeuse qui reprend le dessin d'Oscar Roty déjà présent sur les monnaies de l'époque et qui va servir jusqu'en 1940.

#### Émissions de 1900
L'illustration est une allégorie féminine de la République portant un bonnet phrygien et une couronne de lauriers, signe de paix. Assise, elle tient avec sa main gauche une table de pierre sur laquelle est gravée « droits de l’homme » et une main de justice dans l'autre. Une tête de lion sur la cuirasse signale le courage de la République.
Cinq valeurs sont émises le 4 décembre 1900. Le 10 centimes rouge et le 25 centimes bleu existent sous deux types, le 15 centimes orange sous le type 2, le 20 centimes brun-lilas et le 30 centimes lilas uniquement sous le type 1. Les timbres au type 1 sont imprimés en typographie en deux presses : la première pour l'illustration, la seconde pour la valeur faciale. Au type 2, l'impression est réalisée en une seule fois.
Des différences dans le dessin permettent de distinguer types 1 et 2 pour les deux valeurs concernées. Pour le 10 centimes, la base du « 1 » est plate sur le type 1 et incurvée vers l'intérieur du chiffre pour le type 2. Pour le 20 centimes, le cadre intérieur du cartouche est un trait continu sur le type 1, mais discontinu sur le type 2.

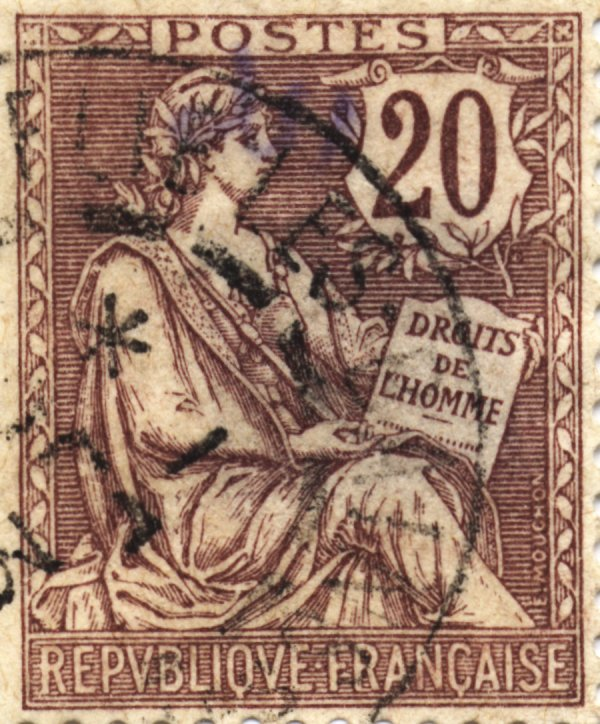
20 centimes brun-lilas au type Mouchon retouché de 1902.

#### Type Mouchon retouché de 1902
À la suite des critiques, le dessin est retouché pour des émissions étalées tout au long de l'année 1902 pour chacune des cinq valeurs précédentes. Le cartouche de la valeur faciale est désormais un écu couronné de laurier. Le mot « postes » est centré dans la ligne de décoration en haut du timbre.
Malgré les retouches au dessin réalisés en 1902, la popularité de ces timbres portant les tarifs les plus utilisés ne s'accroît pas. En octobre 1902, Georges Trouillot ministre du Commerce et Alexandre Bérard sous-secrétaire d'État chargé des Postes décident de son remplacement par la Semeuse d'Oscar Roty qui est déjà utilisée sur les pièces de monnaie depuis 1897.

### Type «Merson»

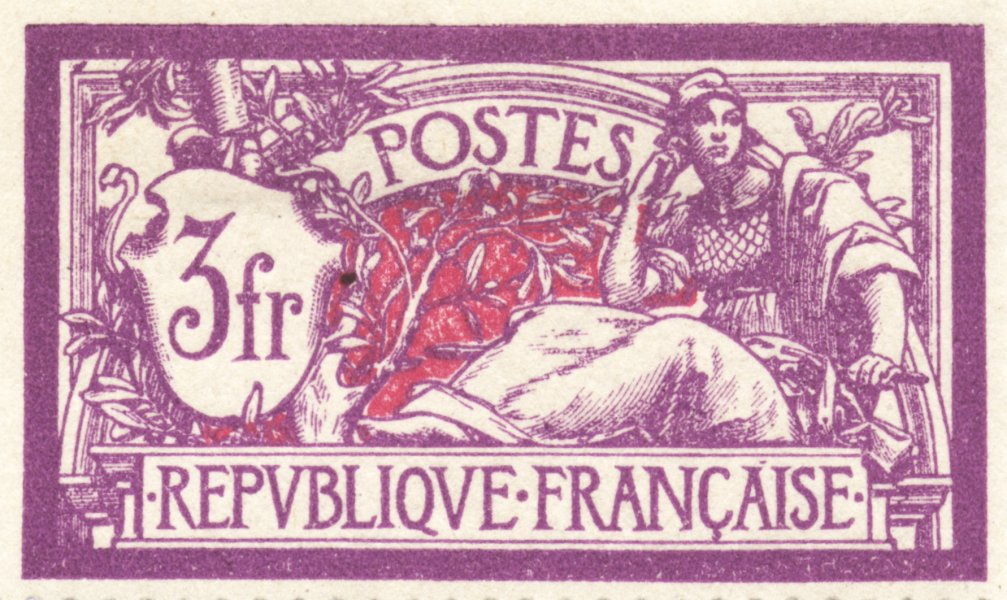
3 francs, type Merson

Les timbres du type Merson, émis le 4 décembre 1900, servaient aux plus forts affranchissements. Ils furent retirés de la vente (selon les valeurs) au cours des années 1920.
Le motif des timbres au type Merson rejoint les thèmes allégoriques inaugurés avec les timbres au type Sage et représente « La République assise, gardienne de la Paix  ».
Imprimés en typographie et de grand format (rarement utilisé à l'époque), ils furent les premiers timbres bicolores utilisés en France. L’impression en deux fois (un passage pour chaque couleur) a créé des variétés de couleurs et de position des couleurs. Le format et les deux couleurs s'expliquent par la forte valeur faciale des Merson qui servirent conjointement avec les plus faibles valeurs des types Blanc et Mouchon.

### Type «Semeuse»
Les timbres français au type Semeuse sont des timbres d'usage courant émis pour la première fois en 1903. Cette semeuse semant à contre-vent a servi à maintes reprises et sous plusieurs formes.

#### Semeuse lignée
La Semeuse lignée a été un timbre d'usage courant français à partir du début du XXe siècle. Elle fait partie du type plus général des Semeuses créée par Oscar Roty, qui représentent une Semeuse semant à contre-vent. On qualifie ce type de Semeuse de « lignée » à cause des lignes en arrière-plan du timbre ; celui-ci comporte un soleil à l'horizon sauf pour les deux dernières Lignées. Il y a eu plusieurs séries de 1903 à 1930, puis deux timbres de Semeuse lignée émis de 1960 à 1965.

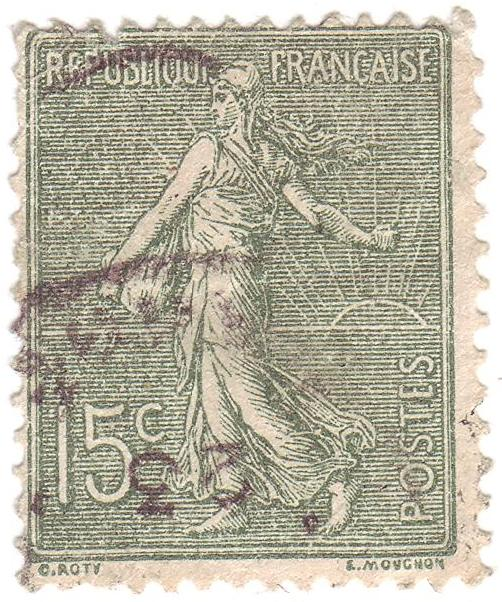
Semeuse lignée de 1903.

Le type Semeuse lignée a pour caractéristique d'avoir toujours un format de 17 × 21 mm, d'être toujours dentelé en 14 × 13 1⁄2 et d'être toujours imprimé en typographie par feuille de 100 timbres (sauf le timbre de 15 centimes de 1903 qui fait 150 timbres par feuille).
Note : les valeurs faciales sont toutes en anciens francs sauf les deux timbres de 1960 qui sont en nouveaux francs.

##### Première grande série: émission de 1903
L'impression de cette série est faite par typographie à plat et rotative.
- 10 centimes rose : émis le 6 mai 1903
- 15 centimes vert-gris : émis le 2 avril 1903 et retiré de la vente en 1927
- 20 centimes brun-lilas, 25 centimes bleu, 30 centimes lilas

##### Deuxième grande série: émissions de 1924 à 1929

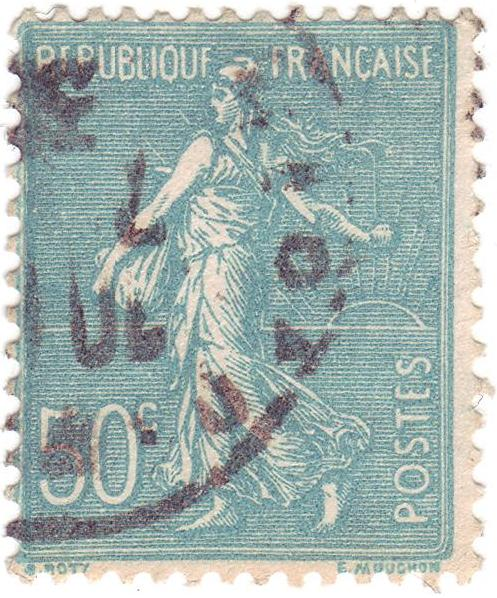
Semeuse lignée de 1921

L'impression de cette grande série est en général faite par typographie à plat.

Un premier timbre de 50 centimes bleu est sorti le 30 juin 1921, puis plusieurs séries sortent à partir de 1924.
- Émis en 1924 : 60 centimes lilas, 65 centimes rose, 85 centimes rouge
- Émis en 1925 : 45 centimes lilas, 50 centimes olive, 80 centimes rouge
- Émis en 1926 : 50 centimes rouge avec et sans bande publicitaire "Lisez Benjamin 50c", 75 centimes lilas-rose, 1 franc bleu, et des timbres avec une surcharge de 50 centimes : 65 centimes rose, 80 et 85 centimes rouge
- Émis en 1927 : un timbre de 60 centimes violet avec surcharge de 50 centimes, et un  timbre surchargé de "+25c Caisse d'Amortissement" : 50 centimes vert-bleu
- Émis en 1928 : un timbre rouge-brun de 50 centimes surchargé de "+25c Caisse d'Amortissement"
- Émis en 1929 : 40 centimes violet, 40 centimes outremer, 65 centimes olive, 1.10 franc rose et 2 francs vert-bleu

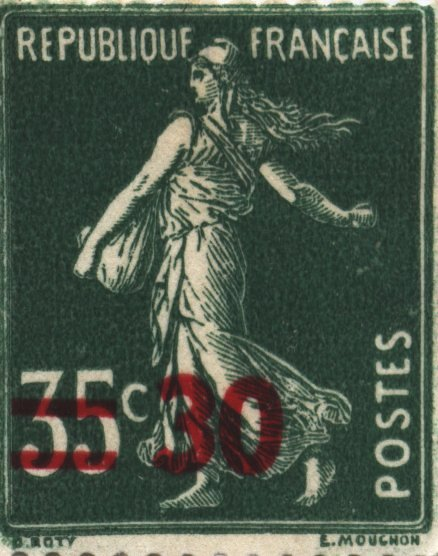
Type Semeuse camée de 1937 surchargé en 1941

#### Semeuse camée
C'est l'autre type courant, émis à partir de 1907, appelé aussi « Semeuse à fond plein ».

#### Semeuse Piel
Deux timbres à Semeuse lignée ont été émis beaucoup plus tard, en 1960-1961 : un timbre de 20 centimes avec la Semeuse en rose sur fond turquoise, et un timbre de 30 centimes avec la Semeuse en bleu sur fond noir. Cette série a été dessinée et gravée par Jules Piel.

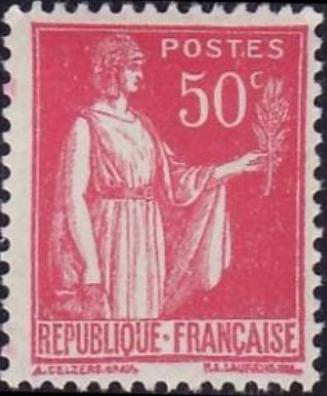
50 centimes Paix, émis en septembre 1932.

### Type « Paix »
Début d'émission en 1932.
Dessiné par Paul Albert Laurens et gravé par Jean Antonin Delzers, ce timbre fut mal accueilli par la critique qui le désigna sous le surnom de « timbre de la Paix gauchère ».

### Type « Mercure »
Début d'émission en 1938.
Dessiné et gravé par Georges Hourriez.
Le type « Mercure » est créé par une lettre de la Direction de l'Exploitation postale du 5 février 1938. Il est imprimé pour la première fois avec la valeur de 5 centimes rose, le 20 juillet 1938. Il est émis pour la première fois avec la valeur de 20 centimes lilas, le 15 octobre 1938.

### Type « Iris »
Début d'émission en 1939.